# Lijst van paleolithische opgravingen in China
Dit is een alfabetische lijst van opgravingen van het Paleolithicum in China.
| Vindplaats                                                             | Vindplaats                                                             | Fossielen                                                                                | Cultuur                     | Aangetroffen fauna             | Datering                                         | Periode |
| ---------------------------------------------------------------------- | ---------------------------------------------------------------------- | ---------------------------------------------------------------------------------------- | --------------------------- | ------------------------------ | ------------------------------------------------ | --- |
| Bailiandong, Liuzhou in het autonome gebied Guangxi                    | Bailiandong, Liuzhou in het autonome gebied Guangxi                    |                                                                                          |                             |                                |                                                  | Laat-paleolithicum tot Neolithicum                                                                                               |
| Baojiyan                                                               |                                                                        |                                                                                          |                             |                                |                                                  | |
| Bose-bekken                                                            | Bodu                                                                   |                                                                                          |                             |                                |                                                  | |
| Bose-bekken                                                            | Bogu en Gaolingpo (Bose, Guangxi)                                      |                                                                                          |                             |                                | 803.000 BP                                       | vroegpaleolithicum (Acheuléen-achtige vuistbijlen)                                                                               |
| Bose-bekken                                                            | Cimu                                                                   |                                                                                          |                             |                                |                                                  | |
| Bose-bekken                                                            | Dafa                                                                   |                                                                                          |                             |                                |                                                  | |
| Bose-bekken                                                            | Damei                                                                  |                                                                                          |                             |                                |                                                  | |
| Bose-bekken                                                            | Dawan                                                                  |                                                                                          |                             |                                |                                                  | |
| Bose-bekken                                                            | Dongzeng                                                               |                                                                                          |                             |                                |                                                  | |
| Bose-bekken                                                            | Ganlian                                                                |                                                                                          |                             |                                |                                                  | |
| Bose-bekken                                                            | Hengshandao                                                            |                                                                                          |                             |                                |                                                  | |
| Bose-bekken                                                            | Jiangfeng en Datong                                                    |                                                                                          |                             |                                |                                                  | |
| Bose-bekken                                                            | Laikui                                                                 |                                                                                          |                             |                                |                                                  | |
| Bose-bekken                                                            | Nanposhan                                                              |                                                                                          |                             |                                |                                                  | |
| Bose-bekken                                                            | Napo                                                                   |                                                                                          |                             |                                |                                                  | |
| Bose-bekken                                                            | Nayin                                                                  |                                                                                          |                             |                                |                                                  | |
| Bose-bekken                                                            | Shangsong                                                              |                                                                                          |                             |                                |                                                  | |
| Bose-bekken                                                            | Shazhou                                                                |                                                                                          |                             |                                |                                                  | |
| Bose-bekken                                                            | Yangwu                                                                 |                                                                                          |                             |                                |                                                  | |
| Bose-bekken                                                            | Pinghepo                                                               |                                                                                          |                             |                                |                                                  | |
| Bose-bekken                                                            | Sanlei                                                                 |                                                                                          |                             |                                |                                                  | |
| Bose-bekken                                                            | Silin                                                                  |                                                                                          |                             |                                |                                                  | |
| Bose-bekken                                                            | Xiaguo                                                                 |                                                                                          |                             |                                |                                                  | |
| Bose-bekken                                                            | Xiaomei en Nalian                                                      |                                                                                          |                             |                                |                                                  | |
| Bose-bekken                                                            | Xinzhou                                                                |                                                                                          |                             |                                |                                                  | |
| Yin Shan, regio Chaoxian regiovrije stad Chaohu, provincie Anhui       | Yin Shan, regio Chaoxian regiovrije stad Chaohu, provincie Anhui       | Chaoxianmens                                                                             |                             |                                | ca. 200.000-160.000 BP of 60.000 BP              | vroegpaleolithicum |
| Chenjiawo, regio Lantian, provincie Shaanxi                            | Chenjiawo, regio Lantian, provincie Shaanxi                            | Lantianmens of Chenjiawomens                                                             |                             |                                | ca. 530.000 BP                                   | vroegpaleolithicum |
| Chuxiong, provincie Yunnan                                             | Chuxiong, provincie Yunnan                                             |                                                                                          |                             | Ailuropoda-Stegodon-fauna      |                                                  | |
| Damaidi                                                                |                                                                        |                                                                                          |                             |                                |                                                  | |
| Dingcun, regio Xiangfen, provincie Shanxi                              | Dingcun, regio Xiangfen, provincie Shanxi                              | Dingcunmens                                                                              | Dingcuncultuur              |                                |                                                  | |
| Dingsishan, Yongning in het oosten van Nanning, provincie Jiangxi      | Dingsishan, Yongning in het oosten van Nanning, provincie Jiangxi      |                                                                                          | Dingsishancultuur           |                                | 10.000-6000 BP                                   | laatpaleolithicum tot mesolithicum (vroegste neolithische artefacten van Zuid-China, ca. 10.000 jaar oude keramische fragmenten) |
| Fulin, regio Hanyuan, provincie Sichuan                                | Fulin, regio Hanyuan, provincie Sichuan                                |                                                                                          | Fulincultuur                |                                |                                                  | |
| Gezidong, autonome regio Harqin, provincie Liaoning                    | Gezidong, autonome regio Harqin, provincie Liaoning                    |                                                                                          | Gezidongcultuur             |                                |                                                  | |
| Gongwangling, regio Lantian, provincie Shaanxi                         | Gongwangling, regio Lantian, provincie Shaanxi                         | Lantianmens                                                                              | Gongwanglingperiode         |                                | ca. 800.000-750.000 BP                           | vroegpaleolithicum |
| Huashilang, regio Luonan, provincie Shaanxi, Luonan-bekken             |                                                                        |                                                                                          |                             |                                |                                                  | |
| Huohuoxili                                                             |                                                                        |                                                                                          |                             |                                |                                                  | |
| Zhaojiayan, regio Changyang, provincie Hubei                           | Zhaojiayan, regio Changyang, provincie Hubei                           | Changyangmens                                                                            |                             |                                |                                                  | |
| Jiande, provincie Zhejiang                                             | Jiande, provincie Zhejiang                                             | Jiandemens                                                                               |                             |                                | ca. 50.000 BP                                    | |
| Jianping                                                               |                                                                        |                                                                                          |                             |                                |                                                  | |
| Mazhaping, Gaoping, regio Jianshi, provincie Hubei                     | Mazhaping, Gaoping, regio Jianshi, provincie Hubei                     | Jianshimens                                                                              |                             |                                | ca. 2.150.000-1.950.000 BP of 600.000-400.000 BP | vroegpaleolithicum |
| Jinniushan, Dashiqiao, stad Yingkou, provincie Liaoning                | Jinniushan, Dashiqiao, stad Yingkou, provincie Liaoning                | Jinniushanmens                                                                           |                             |                                | ca. 260.000 BP of 195.000-165.000 BP             | vroegpaleolithicum |
| Mingyue, regio Antu, provincie Jilin                                   | Mingyue, regio Antu, provincie Jilin                                   | Antumens                                                                                 |                             |                                | ca. 35.370 ± 1.850 bis 26.560 ± 550 BP           | laatpaleolithicum |
| Kehe, regio Ruicheng, provincie Shanxi                                 | Kehe, regio Ruicheng, provincie Shanxi                                 |                                                                                          | Kehecultuur                 |                                | ouder dan de Dingcun- en Pekingmens              | vroegpaleolithicum |
| Lijiang, provincie Yunnan                                              | Lijiang, provincie Yunnan                                              | Homo sapiens                                                                             |                             |                                |                                                  | laatpaleolithicum |
| regio Liucheng, stad Liuzhou, autonome regio Guangxi                   | regio Liucheng, stad Liuzhou, autonome regio Guangxi                   |                                                                                          |                             | Ailuropoda-Stegodon-fauna      |                                                  | |
| Longgupo, regio Wushan (Chongqing), Chongqing                          | Longgupo, regio Wushan (Chongqing), Chongqing                          | Wushanmens (onduidelijk of dit wel een hominide is)                                      |                             |                                | ca. 1.9000.0000 BP                               | vroegpaleolithicum |
| Longlin, provincie Guangxi                                             | Longlin, provincie Guangxi                                             | Red Deer Cave-mensen                                                                     |                             |                                | ca. 11.510 ± 255 of 14.500 tot 13.000 BP         | laatpaleolithicum |
| Lunan                                                                  |                                                                        |                                                                                          |                             |                                |                                                  | |
| Malan-Löss, Zhaitangchuan in de Pekingse stadswijk Mentougou           | Malan-Löss, Zhaitangchuan in de Pekingse stadswijk Mentougou           |                                                                                          | Malan-Löss-periode          |                                |                                                  | |
| Maludong (Red Deer Cave), provincie Yunan                              | Maludong (Red Deer Cave), provincie Yunan                              | Red Deer Cave-mensen                                                                     |                             |                                | ca. 11.510 ± 255 of 14.500 tot en met 13.000 BP  | laatpaleolithicum |
| Maomao Shan, regio Xingyi, Provincie Guizhou                           | Maomao Shan, regio Xingyi, Provincie Guizhou                           |                                                                                          | Maomaodongcultuur           |                                | ca. 14.600±1200 BP                               | laatpaleolithicum |
| Miaohoushan, regio Benxi, provincie Liaoning                           | Miaohoushan, regio Benxi, provincie Liaoning                           |                                                                                          | Miaohoushancultuur          |                                |                                                  | |
| Nanjing, Huludong-grot, Tangshan-gebergte, provincie Jiangsu           | Nanjing, Huludong-grot, Tangshan-gebergte, provincie Jiangsu           | Nanjingmens                                                                              |                             |                                | ca. 620.000-580.000 BP                           | vroegpaleolithicum |
| Nihewan-bekken                                                         | Donggutuo                                                              |                                                                                          | Donggutuocultuur            |                                |                                                  | |
| Nihewan-bekken                                                         | Houjiayao                                                              |                                                                                          |                             |                                |                                                  | |
| Nihewan-bekken                                                         | Hutouliang                                                             |                                                                                          |                             |                                |                                                  | |
| Nihewan-bekken                                                         | Majuangou                                                              |                                                                                          |                             |                                |                                                  | |
| Nihewan-bekken                                                         | Nihewan                                                                |                                                                                          | Nihewanperiode              |                                |                                                  | |
| Nihewan-bekken                                                         | Xiantai                                                                |                                                                                          |                             |                                |                                                  | |
| Nihewan-bekken                                                         | Xiaochangliang                                                         |                                                                                          | Xiaochangliangcultuur       |                                |                                                  | |
| Nihewan-bekken                                                         | Xujiayao                                                               | Xujiayaomens                                                                             |                             |                                |                                                  | |
| Nihewan-bekken                                                         | Yujiagou                                                               |                                                                                          |                             |                                |                                                  | |
| Ordos-plateau/ Xarusgol                                                | Ordos-plateau/ Xarusgol                                                | Ordosmens (Hetaomens)                                                                    | Ordosien                    |                                |                                                  | laatpaleolithicum |
| Renzidong                                                              |                                                                        |                                                                                          |                             |                                |                                                  | |
| Shaoguan, Shizi Shan                                                   | Shaoguan, Shizi Shan                                                   | Mabamens                                                                                 |                             |                                |                                                  | |
| Shangchen                                                              | Shangchen                                                              |                                                                                          |                             |                                | 2.120.000 BP                                     | vroegpaleolithicum |
| Shilongtou                                                             | Shilongtou                                                             |                                                                                          | Shilongtoucultuur           |                                |                                                  | |
| Shuicheng, Xiaohui-grot                                                | Shuicheng, Xiaohui-grot                                                | Shuichengmens                                                                            | Shuichengcultuur            |                                |                                                  | |
| Shuocheng, Shiyu                                                       | Shuocheng, Shiyu                                                       | Shiyumens                                                                                | Shiyucultuur (Zhiyucultuur) |                                |                                                  | |
| Shuidonggou                                                            | Shuidonggou                                                            |                                                                                          | Shuidonggoucultuur          |                                |                                                  | laatpaleolithicum |
| Tongtianyangrot, Liujiang, Guangxi                                     | Tongtianyangrot, Liujiang, Guangxi                                     | Liujiangmens                                                                             |                             |                                | ca. 30.000 BP                                    | laatpaleolithicum |
| Tongzi                                                                 | Tongzi                                                                 | Tongzimens                                                                               |                             |                                |                                                  | |
| Tianshuigou, Jiefang, Dali, Weinan                                     | Tianshuigou, Jiefang, Dali, Weinan                                     | Dalimens                                                                                 |                             |                                |                                                  | vroegpaleolithicum |
| Wanggongling                                                           |                                                                        |                                                                                          |                             |                                |                                                  | |
| Wanshouyan                                                             |                                                                        |                                                                                          |                             |                                |                                                  | |
| Xiachuan                                                               | Xiachuan                                                               |                                                                                          | Xiachuancultuur             |                                |                                                  | laatpaleolithicum |
| Xianrendong en Diaotonghuan                                            | Xianrendong en Diaotonghuan                                            |                                                                                          |                             |                                |                                                  | epipaleolithicum tot neolithicum                                                                                                 |
| Xiaonanhai                                                             | Xiaonanhai                                                             |                                                                                          | Xiaonanhaicultuur           |                                |                                                  | |
| Xiacaowan                                                              |                                                                        |                                                                                          |                             |                                |                                                  | |
| Xibajianfang                                                           |                                                                        |                                                                                          |                             |                                |                                                  | |
| Xichou, Xianren-grot                                                   | Xichou, Xianren-grot                                                   | Xichoumens                                                                               |                             |                                |                                                  | |
| Xihoudu                                                                | Xihoudu                                                                |                                                                                          | Xihouducultuur              |                                |                                                  | |
| Xuchang                                                                | Xuchang                                                                | Xuchangmens                                                                              |                             |                                |                                                  | |
| Xuetangliangzi                                                         |                                                                        |                                                                                          |                             |                                |                                                  | |
| Yanjinggou, huidige stadswijk Wanzhou van Chongqing, provincie Sichuan | Yanjinggou, huidige stadswijk Wanzhou van Chongqing, provincie Sichuan | Yuanmoumens                                                                              | Tongliangcultuur            | ook bekend onder Wanxian-fauna | ca. 25.000 BP                                    | laatpaleolithicum |
| Yuanmou                                                                | Yuanmou                                                                | Yuanmoumens                                                                              |                             | Ailuropoda-Stegodon-fauna      |                                                  | |
| Yuchanyan                                                              | Yuchanyan                                                              |                                                                                          |                             |                                | 17.500 tot 18.300 BP.                            | epipaleolithicum tot neolithicum (scherven van aardewerk vormen de oudste aardewerk-vondsten van de wereld)                      |
| Yunxi                                                                  |                                                                        |                                                                                          |                             |                                |                                                  | |
| Yunxian                                                                |                                                                        |                                                                                          |                             |                                |                                                  | |
| Zhaocun                                                                |                                                                        |                                                                                          |                             |                                |                                                  | |
| Zhijidong                                                              |                                                                        |                                                                                          |                             |                                |                                                  | |
| Zhirendong                                                             |                                                                        |                                                                                          |                             |                                |                                                  | |
| Zhoukoudian                                                            | Zhoukoudian                                                            | Pekingmens (onderste grot) Shandingdongmens (bovenste grot) Tianyuanmens (Tianyuan-grot) |                             |                                |                                                  | vroegpaleolithicum |
| Ziyang                                                                 | Ziyang                                                                 | Ziyangmens                                                                               |                             |                                |                                                  | |